# USS Graham (DD-192)
USS Graham (DD-192) là một tàu khu trục lớp Clemson được Hải quân Hoa Kỳ chế tạo vào cuối Chiến tranh Thế giới thứ nhất nhưng bị tháo dỡ ngay sau đó. Nó là chiếc tàu chiến duy nhất của Hải quân Hoa Kỳ được đặt tên theo Bộ trưởng Hải quân William A. Graham (1804-1875).

## Thiết kế và chế tạo
Graham được đặt lườn vào ngày 7 tháng 9 năm 1918 tại xưởng tàu của hãng Newport News Shipbuilding & Dry Dock Company ở Newport News, Virginia. Nó được hạ thủy vào ngày 20 tháng 11 năm 1918, được đỡ đầu bởi bà Robert F. Smallwood, cháu Bộ trưởng Graham; và đưa ra hoạt động tại xưởng hải quân Norfolk vào ngày 13 tháng 3 năm 1920 dưới quyền chỉ huy của Hạm trưởng, Thiếu tá Hải quân Paulus P. Powell.

## Lịch sử hoạt động
Sau khi hoàn tất chạy thử máy dọc theo bờ Đông Hoa Kỳ, Graham gia nhập Hạm đội Đại Tây Dương, và được giao một nhiệm vụ đặc biệt cùng với hai tàu khu trục khác chở những người quay phim đi theo cuộc đua thuyền quốc tế từ ngày 15 đến ngày 27 tháng 7 năm 1920.
Graham sau đó gia nhập Hải đội Ngư lôi Đại Tây Dương tại Newport, Rhode Island để thực tập và huấn luyện dọc theo vùng bờ Đông, tuần tra và tập trận tại vịnh Guantánamo, Cuba và tại vùng kênh đào Panama. Vào năm 1921, nó tham gia cuộc cơ động phối hợp hải đội và hạm đội ngoài khơi bờ biển Nam Mỹ, viếng thăm Callao, Peru và Balboa, Panama trước khi quay về Hampton Roads. Sau đó nó tham gia cuộc Duyệt binh Hạm đội Tổng thống tại Norfolk, Virginia vào tháng 4 năm 1921. Nó cũng tham gia cuộc thử nghiệm ném bom xuống các con tàu nguyên của Đế quốc Đức trước đây ngoài khơi bờ biển Virginia vào mùa Hè năm đó. Vào ngày 27 tháng 10, nó cùng với Đội khu trục 20 hộ tống chiếc S.S. Paris đưa Thống chế Pháp Ferdinand Foch đến New York, rồi tiến hành các cuộc thực hành phòng không. Đến ngày 12 tháng 11 năm 1921, nó chuyển sang hoạt động với biên chế giảm thiểu. Chiếc tàu khu trục đang trên đường đi từ New York đến Charleston, South Carolina vào ngày 16 tháng 12, khi nó va chạm với chiếc ngoài khơi bờ biển và bị buộc phải quay lại New York.
Graham được cho ngừng hoạt động tại Xưởng hải quân New York vào ngày 31 tháng 3 năm 1922, và bị bán để tháo dỡ vào ngày 19 tháng 9 năm 1922.